# سامانانثا لوجان
سامانانثا لوجان (بالإنجليزية: Samantha Logan)‏ هي ممثلة أمريكية، ولدت في 27 أكتوبر 1996 ببوسطن في الولايات المتحدة.

## أعمال

### أفلام
- (2011) انفصال[4]
- (2014) ألكسندر واليوم الرهيب، الفظيع، غير الجيد، السيء جدا[5][6]

## وصلات خارجية
- سامانانثا لوجان على موقع IMDb (الإنجليزية)
- سامانانثا لوجان على موقع ألو سيني (الفرنسية)
- سامانانثا لوجان على موقع قاعدة بيانات الفيلم (الإنجليزية)